# ティーサージ・パラダイス
『ティーサージ・パラダイス！』は、ラジオ沖縄で放送しているラジオバラエティ番組。

## 概要
当番組の柱となっているコーナー「アンケー島（トー）」をはじめとした、リスナー参加型の番組である。沖縄方言が放送中に多く発言され、放送内の投稿部分のみを抜粋したものが、ポッドキャストで放送局のラジオ沖縄から毎日配信されている。radikoプレミアムやポッドキャスト、ラジオクラウドなどを通して県外や国外にもリスナーが多い。番組への投稿用メールアドレスの覚え方として、「おしり、あっと驚く（為五郎）、あーら沖縄、こんなジャポン」という文句が、冒頭のCM前やジングルのなかで読み上げられている。慰霊の日である毎年6月23日には、正午に1分間の黙祷が行われるため、放送開始が12:10前後になる。
2017年12月29日を以て『ティーサージ・パラダイス オフィシャルアプリ』が終了。
放送終了時間も2017年いっぱいまで13:50だったが、『チャットステーションL』が終了したことを受けて、2018年1月1日から放送時間が30分拡大され、14:20まで放送されることとなった。この際、2時台はEX枠となった。 それと同時に、CM後のジングルも全面変更された。なお、この日からラジオ沖縄の午後から夕方の番組において、後続の番組も含めて大幅に改編された。この放送拡大に伴い、直後の番組『気ままにウィークリー』（中沢初絵が出演）は30分繰り下がり14:20に、午後の生ワイド番組（その当時は『グートゥーミートゥー』、現：『華華天国』）は同じく30分繰り下げの14:30からの放送になった。
かつて、当番組と、その後に放送されていた『チャットステーションL』をまとめて「TEA茶(ティーチャ)」と表記し、公式掲示板もこの名前を採用していた（TEA茶掲示板）。リスナーからの公募により、毎年12月3日をTEA茶の日と定め、2008年にはチャリティーボウリング大会などの合同イベントが開催された。

## 出演者

### 現在の出演者
メインパーソナリティ
- 真栄平仁(ひーぷー、全曜日出演)

### 過去の出演者
スタジオパーソナリティ
- 前堂ニイナ(金曜日のみ、2014年4月～2015年9月)
- 東由希惠(金曜日のみ、2015年10月～2018年3月)

ラジオカーレポーター
2018年10月～2020年3月まで、午前中の『バルーン』から夕方前の『グートゥーミートゥー』（火曜のみ『ユーグラデーションタイム チョイス!!』第二部）まで、通しで担当を兼任した。
- 月曜日：前徳比嘉優
- 火曜日：久高妃南子
- 水曜日：照屋幸矢
- 木曜日：伊禮里美
- 金曜日：前堂ニイナ ※パーソナリティ降板後、リポーターとして3年振りに再登場。偶然にも以前担当した金曜に当たった。

ラジオショッピングナビゲーター
2020年4月～2021年3月まで、基本的に曜日固定ながらも、実際は曜日問わず交代で出演
- 田仲メリアン(基本は月・金)
- 城間有沙(基本は火～木)

## 現在行われているコーナー
アンケー島（アンケートー）
毎日行われているメインのコーナー。お題は日替わりで、番組冒頭や番組開始直前にリスナーに送られる「まきえメール」で確認できる。ほとんどの回で二者択一形式で質問をとるが、祝日に当たる時は二択式ではなくフリー形式（記述式）で質問をとることもある。たまに、日常的な問題や関心ごとなどについて、専門家をスタジオに招いてお話をする場合、それに関連した質問でアンケー島をとることもある。また、1日最大2回流されるリクエスト曲も、お題やリクエスト者の回答にちなんだものが多い。エンディングで比率が発表されるほか、翌日(金曜分は月曜)の琉球新報の広告「新報パーソナル・アド ちょBit.」（出稿者：琉球新報開発広告部）でも結果が公表される。午後1時までは比率予想をメールで募集し、的中したリスナー1名（多数の場合は抽選）におこめ券がプレゼントされる。ただし、的中者がいない場合その繰り越しは行わない。また、記述式アンケー島の場合、比率予想は当然お休みとなりおこめ券プレゼントは行わない。かつては基本的に毎週月曜日はメンズデー（男性限定）、毎週水曜日はレディースデー（女性限定）と設定され、異性からのメッセージもたまに読まれていた。また月・水曜日でも、世間的な関心ごとをお題として採用する場合は「全員参加」と題して性別不問になることもあったが、近年のジェンダーフリーの観点を受け現在は性別限定アンケー島は行われていない。
ババン！
B面スタートとなる13:00に行われる。愚痴などのコーナー。1日1本のみ。
誕生日メッセージ
当日やその前後に誕生日を迎えた人を、ひーぷーが「ンッ、ンーッ！」というお決まりの唸りで祝うコーナー。なお、投稿で祝ってもらえるのは、当本人とその両親・祖父母までで、兄弟や配偶者・就学している子供は直接メッセージを送らないと祝ってもらえない。そのためにその都度ひーぷーが、本人がメッセージを送るよう促す場面もたびたびある（基本的に自己申告制）。なお、唸りにはいくつかバージョンがあり、「オーケストラver.」や「闘牛ver.」などがある。
新生児誕生メッセージ
誕生した赤ちゃんを祝い、出産した母親やその夫らを労う。このときのひーぷーの唸りは「こんにちは、赤ちゃ」と言った後に「ンーーッ」と赤ちゃんの泣き声に似た感じとなっている。
昼にボケとこー！（昼ボケ）
2018年の放送時間拡大とともに、2時台前に新設された大喜利コーナー。通称「昼ボケ」。「昼食後のこの時間少し眠たくありませんか？ そんな時にこそ脳ミソをフル回転させて大喜利に挑戦してみて下さい。」のひーぷーの口上で始まる。週変わりでボケネタのお題を出題し、リスナーにネタを発表する。そのお題は、アンケー島同様番組冒頭や「まきえメール」でも確認できるほか、金曜日に番組内やラジオ沖縄公式facebook・Twitterなどで来週分のお題を発表している。かつて、その日に投稿したボケネタの総括と反省会が2時の時報後に流れたが、2020年4月以降は後述の「ラジオショッピング」コーナー新設のため、2時の時報前に総括が行われたが、2020年10月改編から「昼ボケ」と「ラジオショッピング」の時間帯を相互に入れ替え、2時の時報後にコーナーを移動した。

## 過去に行われていたコーナー
バンタウカー
1日1本のみで、不定期のコーナー。2012年2月ごろにスタート。バンタウカーとは「アジアのギリシャ」こと宮古島・佐良浜の方言で「これって私だけ？」という意味がある。2日にまたいで行われる。1日目にリスナーから投稿されたお題を発表。2日目に共感した人のメッセージや人数が発表され、共感者数が10人近くに達した場合、アンケー島として昇格することがある。なおこれまでアンケー島に昇格したのは1回のみ。
昭和なアメリカン〜バヤリース・クリームソーダプレゼンツ
毎週金曜日の13:20頃から行われていたコーナー。懐かしの洋楽ソングを流したり、リスナーから投稿された思い出のメッセージが紹介される。まれにスポンサーの沖縄バヤリースの社員が登場し、宣伝をすることもある。
ドコモ・パラダイス！
毎週木曜日の13:20頃から行われるコーナー。ひーぷーが県内のNTTドコモ営業所のいずれかの店舗とテレビ電話で中継をつなぎ、NTTドコモのお買い得情報などを紹介してもらうコーナー。コーナーの最後はお決まりとして、その日の営業所側の中継担当者が芸能人で言うなら誰に似ているか？という質問で締める。
ラジオカーリポート
2018年10月1日から2020年3月までEX枠の14時台に設けた（『ユーグラデーションタイム チョイス!!』からの実質的な時間移動）。沖縄本島内各地から様々な話題をリポートした。時々街角で出会った人にアンケー島を行うこともあった。
ジャパネットたかたラジオショッピング
2020年4月から2時に新設したショッピングコーナー。この時間だけ田仲もしくは城間が麻布にあるジャパネットスタジオのラジオMCと電話で結びコーナーを担当。10月からは前述の「昼ボケ」と時間帯を相互に入れ替え13:50頃に放送したが2021年3月26日で終了、3月29日からは「華華天国」内に移動した（同時に田仲・城間とも降板）。なお、祝日の場合はチャレンジデーのある場合を除いてコーナーを休止し、アンケー島を紹介した。

## 曜日ごとのキャッチフレーズ
CM・ジングル後にひーぷーが発するセリフ。「ティーサージ・パラダイス、…（曜日ごとに違う・後述）となっております。」と言う。
- いぶし銀の月曜日
- 頑固一徹の火曜日
- Boy Meets Girlの水曜日
- Love & Peaceの木曜日
- Weekend ファイナル・ボンバーの金曜日
- 振り替え休日の日
- そのほかにも「大みそか（12月31日）」「ゴーヤーの日（5月8日）」など特別な日付の日は言い方が変わる。

## 放送時間

### 現在
※JST表記
- 月 - 金曜 12:00 - 14:20 - 2018年1月1日 -

### 過去
- 月 - 金曜 12:00 - 13:50 - 2005年7月4日 - 2017年12月29日

## 番組の流れ

### A面
- 12:00　オープニング
- 12:05　ニュース・天気予報
- 12:20　アンケー島回答コーナー、その他メッセージ紹介
- 12:50　沖縄ホーメルおしゃべりkitchen（ 2021年3月29日開始、担当:さーきー（スズカーサーキット）、内包箱番組）[2]

### B面
- 13:00　ババン！・方言ニュース
- 13:15　Dr.山本の 知っとく納得循環器（メディカルプラザ大道中央副院長・山本明出演、聞き手・諸見里杉子、内包箱番組。）
- 13:20　メッセージ（誕生日・新児誕生等）・投稿回答コーナー ※この時間帯、たまにゲストが登場することもある。また、企画アンケー島の場合、これに関連した専門家などを呼んだりすることもある。

### EX
- 14:00　昼にボケとこー！（昼ボケ）
- 14:15　エンディング・調査結果やプレゼント･当選者の発表、後続番組「華華天国」のパーソナリティが登場する。